# Mierenhoutboom
De mierenhoutboom (Triplaris weigeltiana) is een boomsoort die 15-25 meter lang kan worden. De stam kan 45 cm in doorsnee worden en is dan 15 meter lang zonder vertakkingen. De kruin is dicht en afgerond. Het is een myrmecofyt. De stam kan hol zijn en wordt vaak bewoond door mieren die snel in de aanval gaan.
De mieren behoren vooral tot het geslacht Pseudomyrmex, zoals P. triplarinus en P. triplaridis, hoewel andere soorten soms ook gevonden worden. De wederzijdse samenwerking tussen boom en mier is echter het sterkste voor deze soorten.
Het uitbreidingsgebied is het noorden van Zuid-Amerika: Brazilië, Peru, Ecuador, Venezuela en de Guiana's, inclusief Suriname. Invasief ook op de eilanden van Frans-Polynesië, met name Tahiti. 
De boom komt voor op oude open plekken in het bos of aan lage oevers. Het is vooral een boom van het tropisch laagland die tijdelijke overstroming goed doorstaat. Het zaad wordt door de wind verspreid. De boom is tweehuizig.
De mannelijke boom brengt grote trossen witte bloempjes voort. De vrouwelijke boom heeft grote groepen rood-paarse bloempjes. De vrucht heeft drie vleugeltjes en bevat een enkel zaad. Het valt als een klein wentelwiekje van de vrouwelijk boom. De bladeren zijn glad en gepunt.

## Het hout
De soort levert bruikbaar hout en de boom groeit snel. De soort is daarom geschikt voor bosbouw. Het rozebruine hout wordt gebruikt voor meubelonderdelen, dozen, kratten en binnenhuisarchitectuur. Het is goed te bewerken maar niet erg bestand tegen schimmels of termieten. Het is recht van draad, taai en veerkrachtig, maar niet erg duurzaam en niet in zware afmetingen te verkrijgen.

## Beeldgalerij

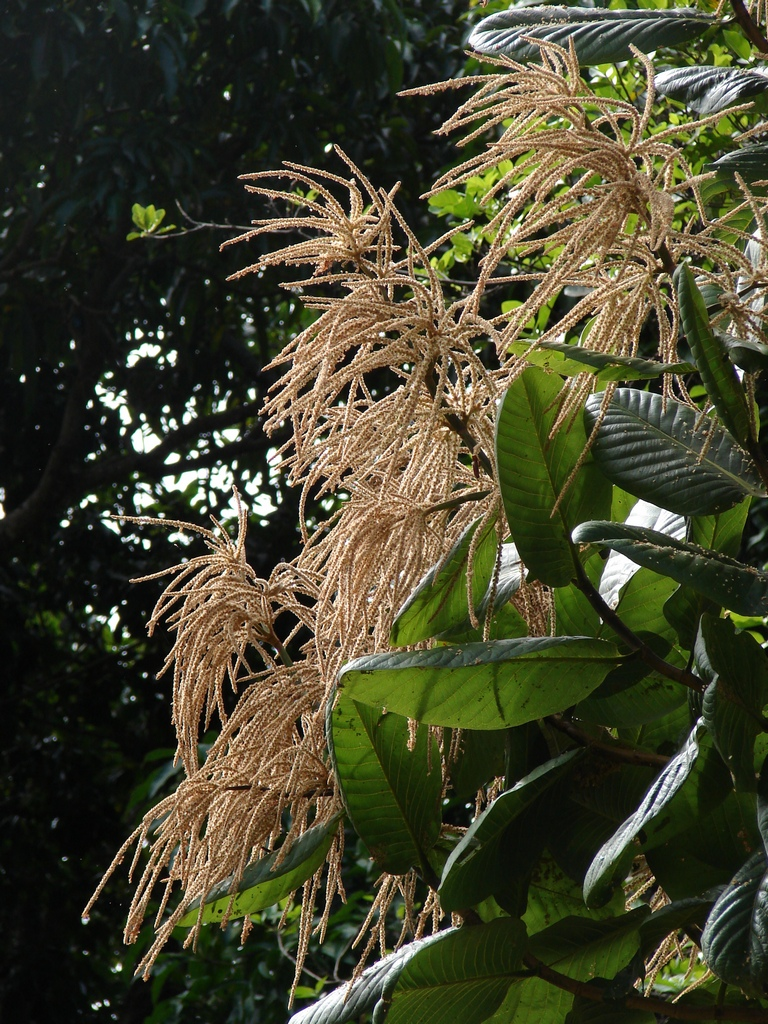
Mannelijke bloeiwijze